# Астролябия (издательство)
Астролябия (укр. Астролябія) — украинское книжное издательство. Находится в г. Львове .
Создано в 2000 году.
Целью издательства была, прежде всего, реализация издательских программ Благотворительного фонда «Философский проект». Сейчас издательство издает художественную литературу, поэзию, книги по философии, психологии, истории, религии, политическим наукам, праву, экономике, искусству, здоровью и персональному развитию.
За время существования издательством выпущены произведения таких авторов, как:

## Художественная литература
Дж. Р. Толкиен, А. Шклярский, М. Унамуно, К. Чапек, Я. Гловацкий и др.

## Философия
Ницше, Ж. Делёз, Х. Ортега-и-Гассет и др.

## История
В. Мороз, Войцех Пестка и др.

## Серии книг
Значительными программами, над которыми сейчас работает издательство являются:
- «Украинская философская библиотека» — издание на украинском языке важнейших философских произведений, без которых невозможно реконструировать историю мировой интеллектуальной культуры;
- «Новый университет» — издание учебников, а также других — вспомогательных — изданий для украинских университетов;
- «Мидгард» — издание литературных произведений Средневековья; сейчас готовятся к печати и частично выпущены переводы таких произведений, как Беовульф, Carmina Burana, сборник немецкой рыцарской лирики;
- «Произведения Дж. Р. Р. Толкина на украинском языке». «Астролябия» является эксклюзивным издателем произведений этого популярнейшего автора.

Новым проектом издательства, которое реализуется сейчас совместно с Львовской галереей искусств, Львовским историческим музеем, а также музеем истории Львовской Академии сухопутных войск, является выпуск Львовского милитарного альманаха «Цитадель», посвященного изучению важных военно-политических событий, которые оказали ощутимое влияние на развитие культуры, искусства, науки, технологий и военного дела на Украине.